# بیترفلد (ناحیه)
بیترفلد (به آلمانی: Landkreis Bitterfeld) یک ناحیه در آلمان است که در زاکسن-آنهالت واقع شده‌است. بیترفلد ۱۰۹٬۳۰۰ نفر جمعیت دارد.